# Blod

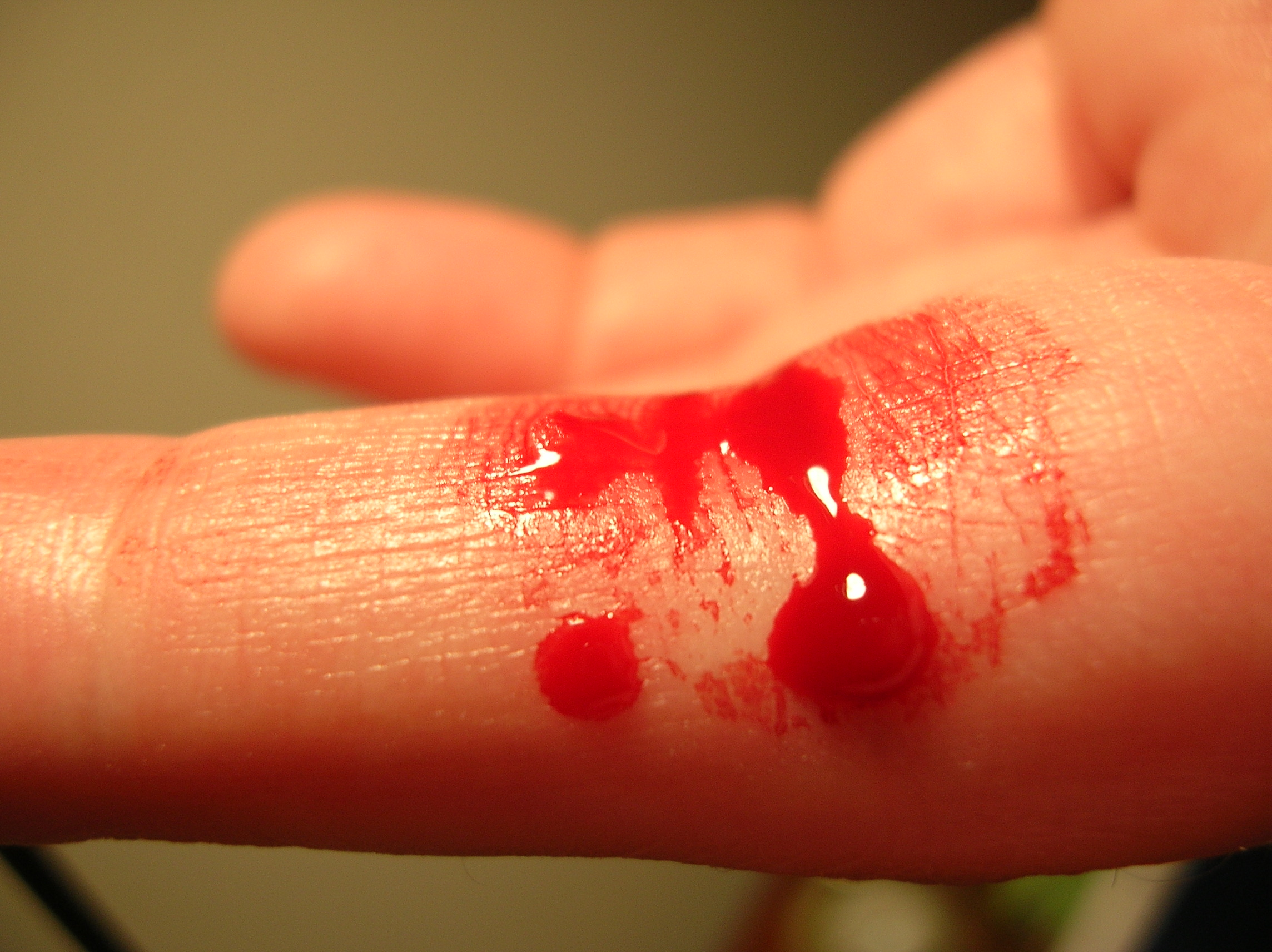
Blödande finger.

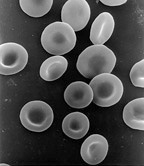
Röda blodkroppar (erytrocyter).

Blod är den vätska som cirkulerar i människors och andra djurs blodådror (blodkärl). Blodet pumpas runt i kroppen av hjärtat. Det går från hjärtat till lungorna för syresättning, tillbaka till hjärtat och sedan ut till kroppens vävnad. Blodet självt är en flytande vävnad. Människors blodvolym är ungefär 7–8 procent av kroppsvikten, vilket motsvarar ungefär 5 liter hos en person som väger 70 kg.

## Blodets funktioner
Blodets viktigaste funktion är att transportera olika ämnen genom blodet, men är också viktig för temperaturregleringen i kroppen.
Blodet transporterar exempelvis:
- Syre
- Koldioxid
- Energikällor för celler, såsom glukos
- Byggstenar för celler, såsom aminosyror
- Hormoner
- Avfallsämnen, såsom urinämnet urea

## Blodets innehåll
Blodkroppar kallas de celler som normalt finns i blodet. Dessa delas upp i erytrocyter (röda blodkroppar), leukocyter (vita blodkroppar), samt trombocyter (blodplättar). Blod där cellerna avlägsnats kallas blodplasma. Plasman innehåller vatten, salter och en mängd proteiner. 92% av plasman är vatten. Om blodet får koagulera och koagel och celler avskiljs, erhålls serum. Blod är i regel rödfärgat på grund av sammansättningen av det järnbaserade hemoglobinet men det finns ett undantag och det är dolksvansarna som har blått blod med kopparbaserat hemocyanin istället för järnbaserat hemoglobin, som människor har. 
De röda blodkropparna, erytrocyterna, hos människan saknar cellkärna. De är små celler, 7,5 mikrometer i diameter, och har en mycket speciell form – som en skiva som är urgröpt i mitten, från bägge håll. När man pratar om blodvärde, Hb, är det halten hemoglobin som avses. Röda blodkroppar bildas i benmärgen. Erytrocyter betraktas ofta inte som fullvärdiga celler, eftersom de saknar egen cellkärna med genetiskt material i form av DNA.
Röda blodkroppar innehåller hemoglobin. Hemoglobinet består av fyra så kallade hemdelar, där det finns järn(II)-joner och till dessa binder sig syret. Det är hemoglobinet som ger blodet dess röda färg: ljusrött som i kroppens artärer (artärt blod), där blodet har en syremolekyl bunden till hemoglobinet, mörkare rött i syrefattigt venöst blod.
Vita blodkroppar (leukocyter) finns av olika sorter: neutrofiler, eosinofiler, basofiler, monocyter, B-lymfocyter och T-lymfocyter. Dessa har olika funktion, storlek och form men ingår alla i kroppens immunförsvar.
Trombocyter (blodplättar) har en viktig uppgift i blodkoaguleringen.

## Blodkroppsbildande organ
De organ i kroppen som bildar blodkroppar hos ett foster är gulesäcken, sedan lever och mjälte när de har utvecklats och efter att fostret har blivit 5 månader är det benmärgen som sköter bildandet av blodkroppar. Hos nyfödda är det benmärgen i alla ben i kroppen, och om det blir nödvändigt bildar även levern och mjälten blodkroppar. När man sedan blir vuxen är det främst benmärgen i revben, skallen, lårben, kotpelare och bäcken som har till uppgift att bilda blodkroppar.

## Plasmaproteiner
Proteiner som vistas fritt i blodet brukar kallas plasmaproteiner. Det finns ungefär 70 gram sådana proteiner per liter plasma. Hit hör
- Albumin - det protein som det finns störst mängd av i blodet och som håller blodet kvar i blodkärl
- Diverse faktorer som deltar i blodkoaguleringen
- Immunoglobuliner (antikroppar)
- Hormoner
- Transferrin som transporterar järn till benmärgen; detta behövs för nybildning av röda blodkroppar

## Historisk medicin
Enligt Hippokrates och hans medicinska lära, humoralpatologin, utgjorde blodet tillsammans med slem, gul galla och svart galla de fyra kroppsvätskorna. Enligt den klassiska grekiska medicinen förknippades blodet med luft, årstiden vår, och med ett ljust sangviniskt temperament. Blodet ansågs produceras av levern. Många sjukdomar ansågs bero på ett överflöd av blod, varför åderlåtning och koppning var vanliga behandlingsmetoder fram till 1800-talet.

## Blod i kultur
På grund av dess stora betydelse för livet finns många myter om och språkliga uttryck som involverar blod – blodsband betyder släktband, och dess betydelse betonas med talesättet blod är tjockare än vatten. I den gamla grekiska medicinska läran om de fyra kroppsvätskorna var blodet den sangvinska kroppsvätskan, och ett förmodat överflöd därav avlägsnades genom åderlåtning. Bland annat judar, Jehovas vittnen och muslimer äter inte blod eller blodmat, Jehovas Vittnen tar dessutom inte emot blodtransfusioner då man menar att det är ett annat sätt att inta blod.
Blod är vanligt på film. Ofta används blod i skräckfilmer för att äckla eller skapa obehag, men blod förekommer även i andra typer av filmer, exempelvis för att skapa drama.
Namnet på fobi för blod är hemofobi.
Se även slakt, halal, kosher, blodsband och blodskam.

## Blod som mat
I vissa länder används blod från exempelvis nöt eller gris till livsmedel, som i blodpudding, blodpalt, svartsoppa (gåsblod) och blodkorv.